# Королевские военно-воздушные силы Иордании

Флаг Королевских ВВС Иорадании

Королевские военно-воздушные силы Иордании (араб. الجو الملكي الأردني‎; Al Quwwat al-Jawwiya Almalakiya al-Urduniya) — один из видов Вооружённых сил Иордании.

## История
Военно-воздушные силы появились в составе Арабского Легиона в конце 1940-х годов, а 25 сентября 1955 года получили своё современное название. В 1950-х годах закупки самолётов производились в Великобритании. В настоящее время на вооружении находится техника в основном американского производства.

### Угоны Иорданской авиации
12 ноября 1962 года командующий ВВС Иордании подполковник Сахал Мухамед Хамза вместе с тремя членами экипажа на самолёте DH.114 Heron сбежал в просоветский Египет.
13 ноября 1962 года два истребителя Hunter Mk.53 (б/н-а 804 и 810) ВВС Иордании был угнаны иорданскими лётчиками лейтенантами Тахсин Фуадом Сэйма и Харб Ареф Саниоком в просоветский Египет. Оба пилота встали в строй ВВС Египта.

### Шестидневная война
В первый день Шестидневной войны (1967), в ответ на нападение на Египет, иорданская авиация нанесла удары по ряду военных объектов на территории Израиля, но в дальнейшем почти все боевые самолёты были уничтожены израильскими ВВС на аэродромах.

### Гражданская война в Иордании
Вскоре после войны ВВС Иордании получили новую авиатехнику, и во время событий «чёрного сентября» 1970 года участвовали в отражении сирийской интервенции, при этом один иорданский самолёт был сбит сирийцами, а его лётчик лейтенант Самир Шорафа был взят в плен.

### Бунт в Иордании
В ноябре 1972 иорданские лётчики участвовали в восстании против иорданского правительства. При этом им удалось подбить вертолёт с королём, а лоялистам сбить один самолёт повстанцев.

### Гражданская война в Сирии
Отмечены вторжения иорданской авиации на территорию Сирии в ходе гражданской войны с 2013 года. При этом 3 иорданских ЛА было сбито, из них 2 было сбито истребителями ВВС Сирии и 1 огнём с земли.

### Участие иорданских пилотов в составе других ВВС
Несколько иорданских пилотов участвовали в ходе боевых действий в Дофаре в составе ВВС Султаната Оман в середине 70-х годов. 17 ноября 1975 года оманский истребитель Hunter FGA.73B, пилотируемый иорданским пилотом Мохаммедом Фараджом, был поражён из ПЗРК «Стрела-2» бойцами из фронта освобождения Дофара. Фараджу удалось вернуться на аэродром на подбитом самолёте, однако его «Хантер» с бортовым номером 854 восстановлению не подлежал и был списан.

## Пункты базирования
- Авиабаза имени короля Абдаллы I (англ. King Abdullah I Air Base) — Марка, Амман[8]
- Воздушный колледж имени короля Хуссейна (англ. King Hussein Air College) — Мафрак[9]
- Авиабаза принца Хассана (англ. Prince Hassan Air Base) — H5[10]
- Авиабаза имени Маваффика Салти (англ. Muwaffaq Salti Air Base) — Азрак[11]
- Авиабаза имени короля Фейсала (англ. King Feisal Air Base) — Эль-Джафр[12]
- Авиабаза имени короля Абдаллы II (англ. King Abdullah II Air Base) — к востоку от Зарка[13]

## Боевой состав

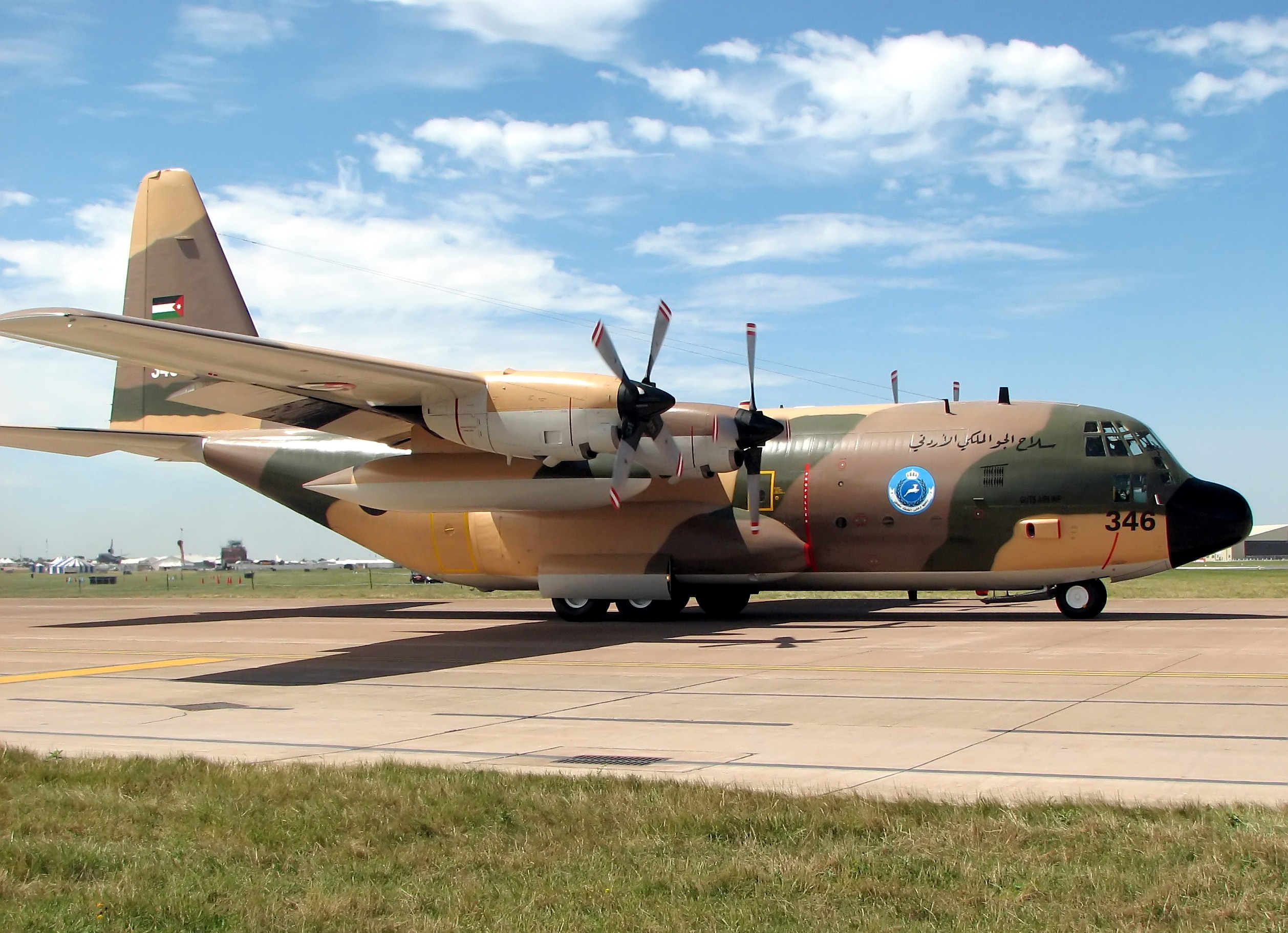

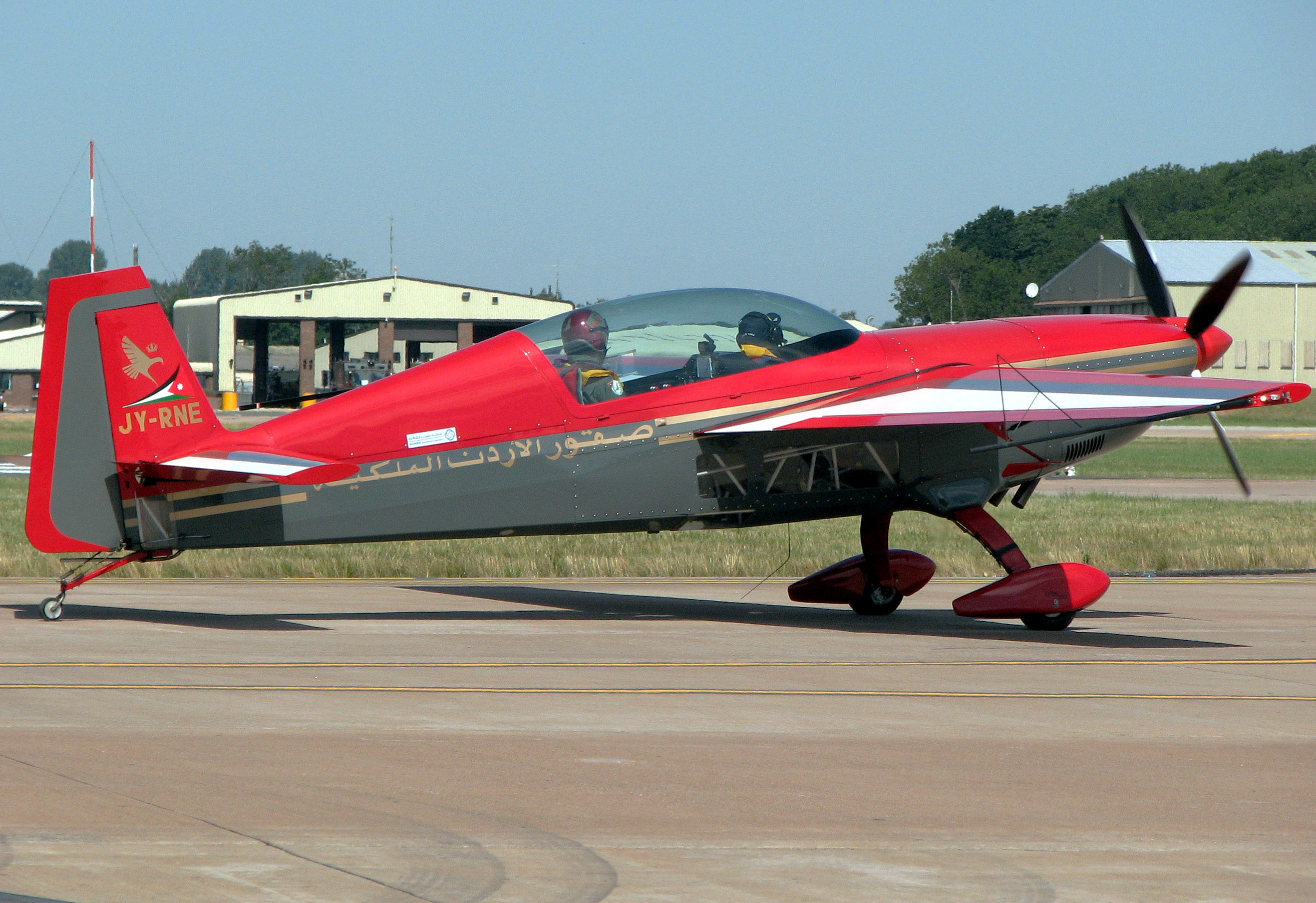

| Королевская эскадрилья                        |
| Истребительные эскадрильи                     |
| 1-я эскадрилья                                |
| 2-я эскадрилья                                |
| 9-я эскадрилья                                |
| 10-я эскадрилья                               |
| 12-я эскадрилья                               |
| 25-я эскадрилья                               |
| Транспортные эскадрильи                       |
| 3-я эскадрилья                                |
| 7-я эскадрилья                                |
| 8-я эскадрилья                                |
| 14-я эскадрилья                               |
| Разведывательные эскадрильи                   |
| 6-я эскадрилья                                |
| Учебные эскадрильи                            |
| 4-я эскадрилья                                |
| 5-я эскадрилья                                |
| 11-я эскадрилья                               |
| 17-я эскадрилья                               |
| Лётные школы                                  |
| Школа инструкторов истребительного вооружения |
| Школа лётных инструкторов                     |

## Техника и вооружение

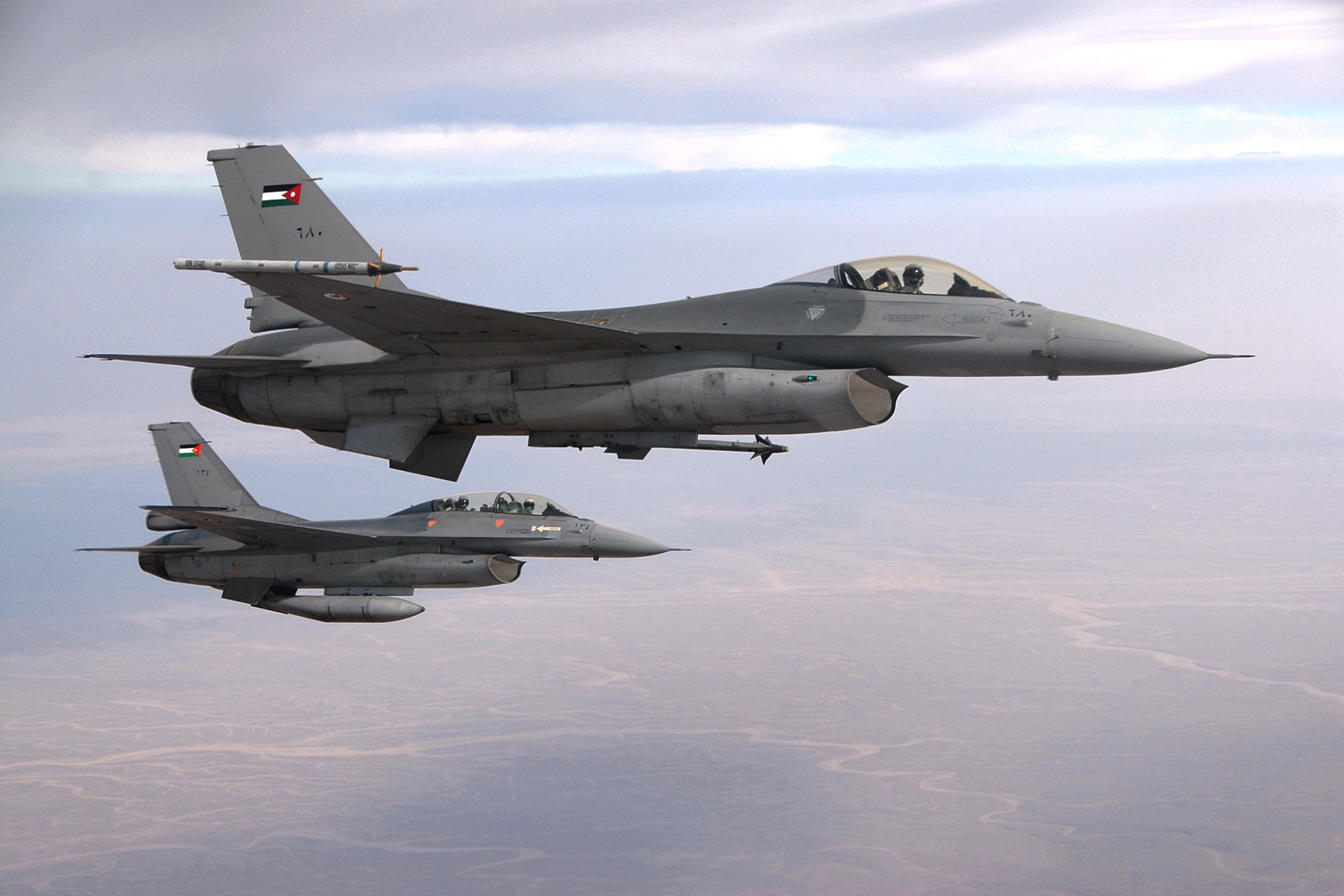

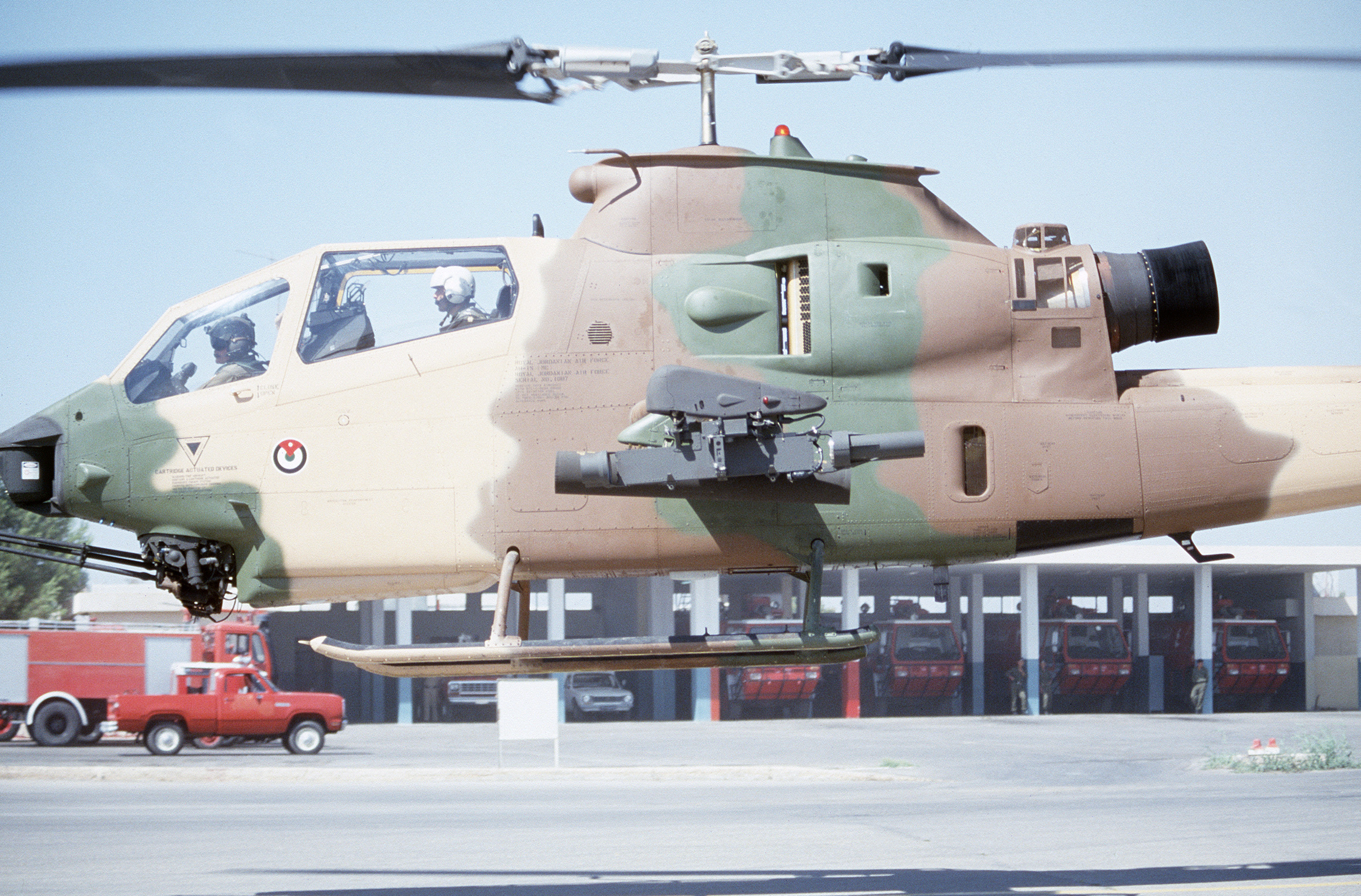

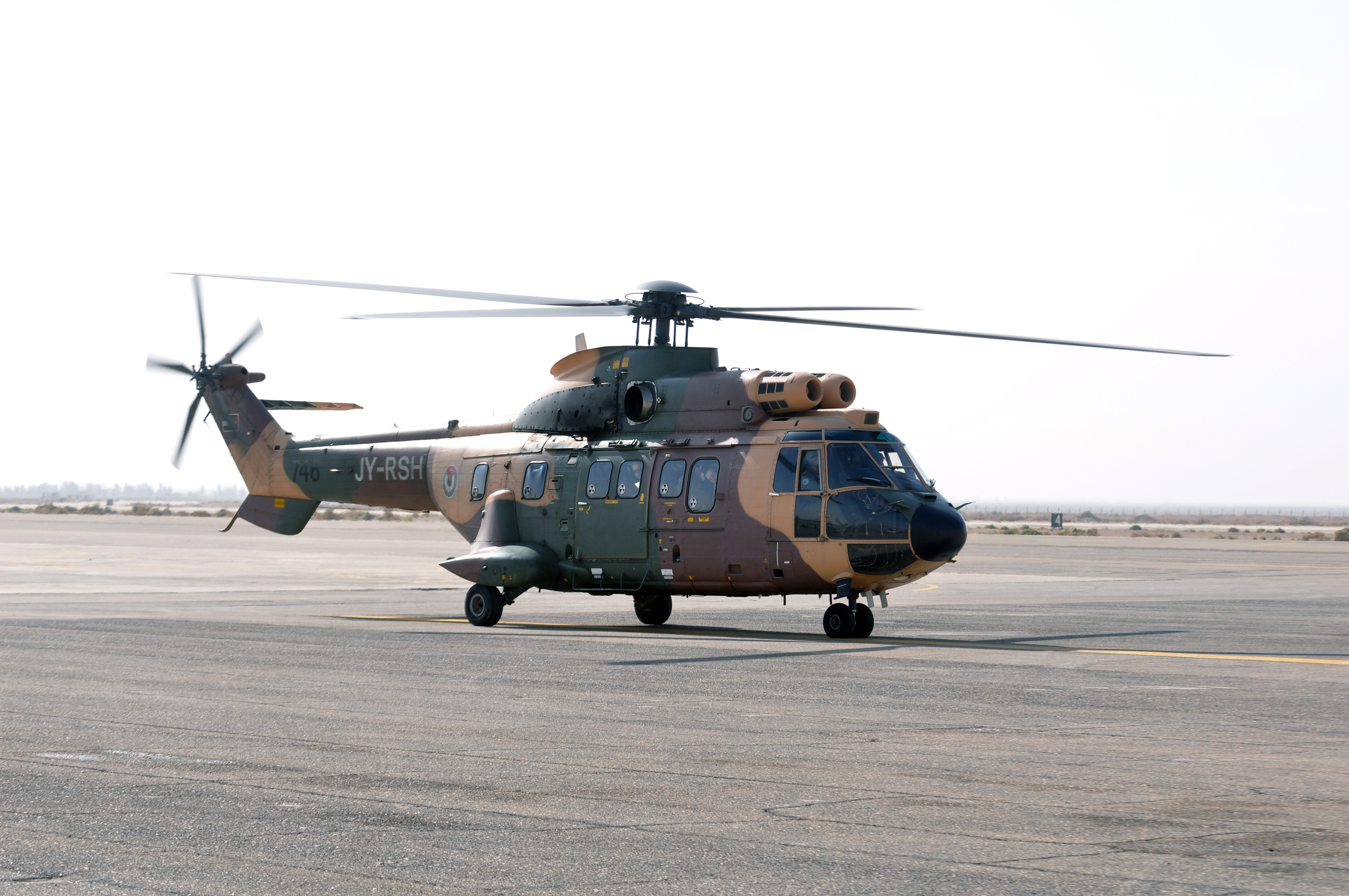

Данные о технике и вооружении ВВС Иордании взяты со страницы журнала Aviation Week & Space Technology.
| Тип                                               | Производство      | Назначение                                                                   | Количество      | Примечания |                 |
| Боевые самолёты                                   | Боевые самолёты   | Боевые самолёты                                                              | Боевые самолёты | Боевые самолёты | Боевые самолёты |
| ------------------------------------------------- | ----------------- | ---------------------------------------------------------------------------- | --------------- | --- | --------------- |
| F-16AМ F-16BM                                     | США               | многоцелевой истребитель многоцелевой истребитель                            | 33 14           | В феврале 2014 года Иордания продала Пакистану 12 истребителей F-16A Block 15 и один F-16B Block 15, самолёты должны поступить на вооружение ВВС Пакистана в марте 2014 года. |                 |
| Mirage F1-B Mirage F1-C Mirage F1-DDA Mirage F1-E | Франция           | учебный истребитель истребитель учебный истребитель многоцелевой истребитель | 1 1 13          | |                 |
| Northrop F-5E Northrop F-5F                       | США               | истребитель учебный истребитель                                              | 29 9            | |                 |
| AT-802U                                           | США               | легкий штурмовик                                                             | 10              | |                 |
| Транспортные самолёты                             |                   |                                                                              |                 | |                 |
| Aircraft Technology Industries CN-235             | Индонезия Испания | транспортный самолёт                                                         | 2               | |                 |
| Ан-32                                             | СССР              | транспортный самолёт                                                         | 1               | |                 |
| CASA C-295                                        | Испания           | транспортный самолёт                                                         | 2               | |                 |
| C-130                                             | США               | транспортный самолёт                                                         | 8               | 3 C-130E, 1 C-130 и; 4 C-130H на хранении |                 |
| Socata TB.20                                      | Франция           | общего назначения                                                            | 2               | |                 |
| Ил-76МФ                                           | СССР              | транспортный                                                                 | 2               | |                 |
| Учебные самолёты                                  |                   |                                                                              |                 | |                 |
| CASA C-101CC                                      | Испания           | учебно-боевой                                                                | 10              | |                 |
| Schweizer SA2-37A                                 | США               | моторный планер                                                              | 2               | |                 |
| Slingsby Aviation T.67M260                        | Великобритания    | учебно-тренировочный                                                         | 16              | |                 |
| Вертолёты                                         |                   |                                                                              |                 | |                 |
| AgustaWestland AW139                              | Италия            | многоцелевой вертолёт                                                        | 3               | |                 |
| Bell Helicopter Textron AH-1F                     | США               | боевой вертолёт боевой вертолёт                                              | 12              | + более 17 на хранении |                 |
| Bell Helicopter Textron UH-1H                     | США               | многоцелевой вертолёт                                                        | 13              | все на хранении |                 |
| Eurocopter AS332M                                 | Франция           | транспортный вертолёт                                                        | 10              | |                 |
| Eurocopter AS350B                                 | Франция           | общего назначения                                                            | 3               | |                 |
| Eurocopter EC135M                                 | Франция           | общего назначения                                                            | 11              | |                 |
| Eurocopter EC635                                  | Германия          | многоцелевой вертолёт                                                        | 9               | |                 |
| MD Helicopters 530F                               | США               | общего назначения                                                            | 6               | все на хранении |                 |
| UH-60A/UH-60L/VH-60M/S-70A                        | США               | транспортный вертолёт транспортный вертолёт                                  | 25              | |                 |
| Ми-26Т2                                           | СССР              | транспортный вертолёт                                                        | 1               | |                 |
| R44 Raven II                                      | США               | многоцелевой вертолёт                                                        | 12              | |                 |

## Опознавательные знаки

Опознавательный знак
Знак на киль

## Знаки различия

### Генералы и офицеры
| Категории               | Генералы                    | Генералы      | Генералы          | Генералы          | Генералы      | Старшие офицеры | Старшие офицеры     | Старшие офицеры | Младшие офицеры | Младшие офицеры  | Младшие офицеры   | Кадеты  |
| ----------------------- | --------------------------- | ------------- | ----------------- | ----------------- | ------------- | --------------- | ------------------- | --------------- | --------------- | ---------------- | ----------------- | ------- |
|                         |                             |               |                   |                   |               |                 |                     |                 |                 |                  |                   |         |
| Иорданское звание       | Фельд-маршал                | Генерал       | Генерал-лейтенант | Генерал-майор     | Бригадир      | Полковник       | Полковник-лейтенант | Майор           | Капитан         | Первый лейтенант | Второй лейтенант  | Кадет   |
| Российское соответствие | Маршал Российской Федерации | Генерал армии | Генерал-полковник | Генерал-лейтенант | Генерал-майор | Полковник       | Подполковник        | Майор           | Капитан         | Лейтенант        | Младший лейтенант | Курсант |

### Сержанты и рядовые
| Категории               | Подофицеры             | Подофицеры     | Сержанты        | Сержанты | Сержанты        | Солдаты  | Солдаты | Солдаты |
| ----------------------- | ---------------------- | -------------- | --------------- | -------- | --------------- | -------- | ------- | ------- |
|                         |                        |                |                 |          |                 |          | 30px    |         |
| Иорданское звание       | Старший уоррент офицер | Уоррент офицер | Штаб-сержант    | Сержант  | Капрал          | Рядовой  | Солдат  |         |
| Российское соответствие | Старший прапорщик      | Прапорщик      | Старший сержант | Сержант  | Младший сержант | Ефрейтор | Рядовой |         |